# موتور حاجی نواب
موتور حاجی نواب یا نبی‌آباد روستایی در دهستان چشمه زیارت بخش مرکزی شهرستان زاهدان استان سیستان و بلوچستان ایران است.

## جمعیت
بر پایه سرشماری عمومی نفوس و مسکن در سال ۱۳۹۵ جمعیت این روستا ۸۳ نفر (۲۰خانوار) بوده‌است.